# Ryan Whitney
Ryan Whitney (ur. 19 lutego 1983 w Scituate, Massachusetts) – amerykański hokeista, reprezentant USA, olimpijczyk.
Jego bracia Derek (ur. 1986) i Sean (ur. 1989) także zostali hokeistami.

## Kariera
- Thayer Academy (1999–2000)
- USNTDP Juniors (2000–2001)
- Boston University (2001–2004)
- Wilkes-Barre/Scranton Penguins (2004–2006, 2008)
- Pittsburgh Penguins (2005–2008)
- Anaheim Ducks (2008–2010)
- Edmonton Oilers (2010–2013)
- Florida Panthers (2013–2014)
- San Antonio Rampage (2013, 2014)
- HK Soczi (2014–2015)
- MODO (2015)

W drafcie NHL z 2002 został wybrany przez Pittsburgh Penguins z numerem 5. Zawodnikiem tego klubu był w latach 2005–2008 w lidze NHL. Od września 2013 zawodnik Florida Panthers. Od października 2014 zawodnik HK Soczi. Od czerwca 2015 zawodnik MODO. Po rozegraniu dwóch meczów sezonu Svenska hockeyligan (2015/2016) ogłosił zakończenie kariery z uwagi na problemy ze zdrowiem.
W barwach USA uczestniczył w turnieju zimowych igrzyskach olimpijskich 2010.

## Sukcesy
Reprezentacyjne
- Srebrny medal zimowych igrzysk olimpijskich: 2010

Klubowe
- Mistrzostwo konferencji AHL: 2004 z Wilkes-Barre/Scranton Penguins
- Mistrzostwo dywizji AHL: 2006 z Wilkes-Barre/Scranton Penguins
- F.G. „Teddy” Oke Trophy: 2006 z Wilkes-Barre/Scranton Penguins
- Mistrzostwo dywizji NHL: 2008 z Pittsburgh Penguins
- Mistrzostwo konferencji NHL: 2008 z Pittsburgh Penguins
- Prince of Wales Trophy: 2008 z Pittsburgh Penguins

Indywidualne
- Sezon NHL (2006/2007):
  - NHL YoungStars Roster